# Live at the Marquee 1971 (King Crimson)
Live at the Marquee 1971 is een livealbum van King Crimson. Het album verscheen in de serie King Crimson Collector’s Club. Deze serie is gewijd aan obscure concertopnames van de muziekgroep. Meestentijds vond de bandleider Robert Fripp bootlegs, kocht ze op en poetste ze op zodat ze op compact disc konden worden uitgebracht. Voor dit album geldt dat niet; bij het nalopen van het archief van de band stuitte men op deze opnamen. Er werd wederom flink gewerkt aan de geluidskwaliteit, die bij het uitbrengen op cd nog niet perfect was; soms valt een kanaal weg, hetgeen destijds vrij normaal was. Het was het laatste album (gegevens 2017) in de serie KCCC.
Het album laat een King Crimson horen, dat op weg is naar het album Islands. Een aantal nummers heeft dan al haar uiteindelijke vorm gekregen, aan andere moest nog gewerkt worden. Formentary lady was net af, maar kwam toch gewijzigd op Islands terecht. Opnamen voor dat album volgden in de maanden volgend op dit optreden. King Crimson trad op 9 en 10 augustus op in de Marquee Club een deelde de affiche met Fleetwood Mac dan nog met Peter Green.

## Musici
- Robert Fripp – gitaar, mellotron
- Peter Sinfield – teksten, lichtshow
- Mel Collins – dwarsfluit, saxofoons, mellotron
- Boz Burrell – basgitaar, eerste zangstem
- Ian Wallace – slagwerk, zang

## Muziek
| Nr. | Titel               | Duur  |
| --- | ------------------- | ----- |
| 1.  | Pictures of a city  | 10:17 |
| 2.  | Formentary lady     | 6:13  |
| 3.  | The sailor’s tale   | 8:36  |
| 4.  | Cirkus              | 8:57  |
| 5.  | The letters         | 4:58  |
| 6.  | Cadence and cascade | 4:42  |

| Nr. | Titel                     | Duur  |
| --- | ------------------------- | ----- |
| 1.  | Improv                    | 27:38 |
| 2.  | Ladies of the road        | 6:08  |
| 3.  | RF announcement           | 3:24  |
| 4.  | 21st century schizoid man | 11:37 |

Jaren 60: mei, juni 1969; Marquee Londen · 5 juli 1969; Hyde Park Londen · 21/22 november 1969; San Francisco
Jaren 70: 11 mei 1971; Plymouth · 10 augustus 1971; Marquee Londen · 16 oktober 1971; Brighton · 13 december 1971; Detroit · 26 februari 1972: Jacksonville · 27 februari 1972;Orlando · 12 maart 1972; Denver radio · 13 maart 1972; Denver live · 27 maart 1972; Boston · 13 oktober 1972; Frankfurt am Main · 17 oktober 1972; Bremen · 13 november 1972; Guildford · 15 november 1973; Zürich · 29 maart 1974; Heidelberg · 30 maart 1974; Mainz · 1 april 1974: Kassel · 24 juni 1974, Toronto· 1 juli 1974, New York
Jaren 80: 30 april 1981; Bath · 30 juli 1982; Philadelphia · 2 augustus 1982; New York · 13 augustus 1982; Berkeley · 25 augustus 1982; Cap D’Agde · 29 september 1982; München · 17-30 januari 1983; studiowerk · mei-november 1983
Jaren 90: VROOOM sessies;april/mei 1994; studio · 1 juli 1995; Wiltern · 20-25 november 1995; Broadway · 29 november 1995; Chicago · 26 augustus 1996; 2e maal Philadelphia · mei 1997; Nashville studio · 1-4 december 1997 (P1) · 4 juni 1998; Chicago (P2) · 1 juli 1998; Northampton (P2) · 1 november 1998; San Francisco (P4) · 25 maart 1999; Austin (P3)
Jaren vanaf 2000: 11 juni 2000; Warschau · 9/10 november 2001; Nashville live · 3 maart 2003: Alexandria (P3) · april 2003 · najaar 2003; Japan · 20 juni 2003; Milaan · 16 november 2003; New Haven ·  28 juni 2017; Chicago